# Венеційська мова
Венеційська мова (вен. łéngua vèneta, vèneto) — одна з романських мов. Поширена на північному сході Італії, передусім в області Венето. Інколи її відносять до говорів італійської мови.

## Лінгвогеографія / Сучасний стан

### Ареал і чисельність
Венеційські діалекти поширені як в області Венето, так і на територіях суміжних областей. На північний захід від Венето венеційські діалекти займають частину східної і південної зон провінції Трентіно (область Трентіно — Альто-Адідже). Вона також поширилася в області Фріулі-Венеція-Джулія, де витіснила говірки Фріульського типу або співіснує з ними. Політичний і культурний вплив Венеції призвело до багатовікового панування венеційської, що відноситься до венеційської групи, по всьому північному узбережжі Адріатики.
Після Другої світової війни венеційські діалекти і, перш за все, венеційська мова, втратили колишню роль на узбережжі Далмації (територія сучасної Хорватії, Боснії і Герцеговини та Чорногорії), де з середніх віків існувала романсько-слов'янська двомовність.
У 1882 р. група носіїв венеційського діалекту з Вальсугано (Трентіно) переселилася в м. Штівор в Боснії, де досі проживають 470 чол. італійського походження, серед яких старше покоління частково зберігає венеційський діалект.
Венеційські діалекти зберігаються серед іммігрантів у Бразилії, Мексиці, Аргентині.
За даними 2006 року у всій Італії венеційською розмовляли 3 316 819 осіб.

## Діалекти

Niziołeti — вуличний покажчик із назвою сест'єре і кампо венеційською мовою

Сучасні венеційські діалекти поділяються на такі ареали:
- венеційська центральна, що займає схід Трентіно (говори Вальсугани і Тезіно). У цьому ареалі існують важливі відмінності між міськими та сільськими діалектами, в тому числі між діалектом історичного центру Венето — м. Падуї та діалектами навколишніх сільських районів;
- венеційська північно-східна (Тревізо-Фельтре-Беллуно), до якого примикає лівентінська говірка, що має деякі венеційські характеристики; з сходу цей ареал стикається з венеційсько-фріульською «амфізоною». Міський діалект Тревізо ближче до власне венеційського;
- західновенеційська (Веронська), поширена також на півдні Трентіно (Валь-Лагаріна);
- (східно-) трентійська (Тренто); центр цього ареалу займає перехідні венето-ломбардні діалекти, а схід — власне венеційські;
- венеційська, звана також «лагунною» венеційською й охопила, крім власне міста Венеція, узбережжя Венеційської лагуни від Кьоджа на півдні до Каорле на півночі, а також безпосередньо прилеглу до Венеції частину континентальної території (Местре). До цієї групи належить і єврейсько-венеційська;
- «Колоніальні» діалекти, що виникли при поширенні різних варіантів венеційської в ареалах інших мов (Фріульське або слов'янське наріччя). До них належать:
  - градезе (іт. gradese, gravisano) — говірка острова і міста Градо
  - бізіакко (іт. bisiacco) — говірка прибережних територій від пониззя річки Ізонцо до нагір'я Карс
  - говірки міст Фріулі — Удіне, Порденоне, Портогруаро
  - трієсцька говірка — склалася на східному кордоні Італії, в місті Трієст.

Мовна стратифікація в Венето є наслідком досить складної історії. З одного боку, існувало і продовжує існувати венеційське койне, засноване на центральних діалектах. З іншого боку, панування Венеції на Адріатиці зумовило престижність «лагунної» венеційської. У містах Фріулі саме венеційська ставала престижною говіркою правлячих класів. Більш того, саме формування венеційського койне проходило під впливом венеційської. Разом з тим, градезе і бізіакко характеризуються швидше загальновенеційськими, ніж венеційськими рисами. На території Фріулі співіснування і взаємопроникнення венеційських і фріульських говірок призвело до мозаїчного поєднання характеристик обох ареалів на різних мовних рівнях.
До венеційських діалектів примикають і залишки романської мови, що збереглися на п-ові Істрія, на території сучасних держав Хорватія і Словенія. У зоні, прилеглій до кордону з Італією, тобто на північному заході й на заході півострова Істрія зберігаються говірки венеційського типу. Тривалий час як літературна мова там використовувалася оброблена форма венеційської. Після другої світової війни більша частина носіїв італійських діалектів емігрувала до Італії.
На південно-заході півострова Істрія (Хорватія) зберігається особлива форма романської мови, що визначається дослідниками як істріотс'єп або істророманська.

## Писемність
При записі використовується італійська графіка. Існувала традиція записувати Африкат /ts/, /dz/ і їх алофонів через «c», а також використовувати «x» для запису сибілянтів /s/, /z/, артикуляція яких раніше була значно зсунута назад. Досі утримується венеційське написання xe [ze] для форми 3-ї особи од. числа теперішнього часу індикатива дієслова ser (бути).
Діалекти Венето мають багатовікову і безперервну літературну традицію. Особливе місце займає венеційський, що використовувався як офіційна мова Венеційської республіки і виконував функцію лінгва-франка в Східному Середземномор'ї. На венеційській писалися хроніки, вірші, існувала драматургія, розквіт якої пов'язаний з ім'ям Карло Гольдоні (1707—1793). У Падуї з XVI ст. склалося коло поетів і драматургів, що писали на так званому pavano — центрально-венеційському діалекті, стилізованому під простонародний, сільський варіант; серед них найбільш відомий А. Беолько, що писав під псевдонімом Рудзанте (кінець XV ст. — 1542 р.). Свої драматурги, письменники, поети були і в інших областях Венето, і літературна традиція на різних діалектах венеційської зберігається досі. Із сучасних поетів можна відзначити жителя Верони Б. Барбані (1872—1945), трієстинця В. Джотто (1885—1957), уродженця Градо Б. Марина (1891—1985).
Венето — один з найбільш вивчених діалектних ареалів. Вже в 1775 р. з'являється авторитетний діалектний словник Г. Патріарки «Венеційський і Падуанський словник з відповідними тосканськими словами і виразами» («Vocabolario veneziano e padovano co 'termini e modi corrispondenti toscani»), традиції якого продовжив Дж. Боер, що випустив в 1829 р. «Словник венеційського діалекту» («Dizionario del dialetto veneziano»). Найбільшим центром дослідження венеційської діалектів є університет Падуї.

## Історія мови
У Венето, на відміну від решти Північної Італії, субстрат був переважно не кельтським. Основне населення становили венети, мова яких утворює особливу групу в складі індоєвропейської сім'ї. Про мовну приналежність іншої групи племен у Венето — евганеях, центр поселення яких знаходився в районі Есте, судити досить важко. Вважається, що вони досить рано злилися з Венето. У гірських районах на півночі Венето простежуються елементи не індоєвропейського Ретійські субстрату. На заході Венето (Верона) перебувала зона розселення кельтів.
Істотні розбіжності між венеційською і сусідніми галло-італійськими мовами пояснюються, значною мірою, відмінностями в субстратній основі, що зумовило «негалльський» характер цього ареалу (іт. agallicita). У венетському відсутні огубленим /ö/ і /ü/ (зберігаються частково в Трентіно), не відбувається Палаталізація ударного A і групи CT.
Для подальшого розвитку діалектної є важливим зв'язок Венеції з Візантією в ранньому Середньовіччі, захистила Венецію від вторгнення германців, завдяки чому венеційську іноді визначають як «візантійську венеційську».
На «колоніальні» діалекти вплинули ті мови, які були поширені в цих зонах раніше. Так, зі слов'янським (словенським) впливом пов'язують існуючу в трієстінській говірці тенденцію не дотримуватися правила узгодження часів.

## Лінгвістична характеристика

### Лексика
Лексичний склад діалектів Венето має значні розбіжності з літературною італійською. Є загальні північні лексеми, наприклад, ancuo (сьогодні). Чимало відмінностей і всередині венеційського ареалу, особливо між венеційською і центральною венеційською. У західних венеційських діалектах нерідко простежуються збіги з ломбардним діалектним ареалом.
Розбіжності в венеційських діалектах можуть бути пов'язані як з різним морфологічними оформленнями споріднених лексем, так і з використанням слів різного походження: падуан. tosato, венець. toso, Верон. butel, італ. ragazzo — «хлопець, хлопчик»;

падуан. nevoda, венець. nesa, Верон. neoda, італ. nipote — «племінниця»;

падуан. putelo, венець. puteo, Верон. butin, італ. bambino — «дитина, хлопчик»;

падуан. favaro, венець. fravo, Верон. ferar, італ. fabbro — «коваль»;

падуан. naro, венець. і Верони. nio, італ. nido — «гніздо»;

падуан. і венець. traversa, Верон. gronbial, італ. grembiule — «фартух»;

венець. fio, падуан. fiolo, Верон. fiol, італ. figlio — «син»;

падуан. і венець. amia, Верон. sia, пн.-сх.. gaga, італ. zia — «тітка».
Є збіги з фріульським ареалом: пн.-сх. feda (вівця).